# LaPhonso Ellis
LaPhonso Darnell Ellis (ur. 5 maja 1970 w East Saint Louis) – amerykański koszykarz, występujący na pozycji skrzydłowego, analityk koszykówki akademickiej na ESPN.
W 1988 wystąpił w meczu gwiazd amerykańskich szkół średnich - McDonald’s All-American.

## Osiągnięcia
NCAA
- Finalista turnieju NIT (1992)[2]
- Zaliczony do składu Notre Dame All-Century Men's Basketball Team[3]

NBA
- Zaliczony do I składu debiutantów NBA (1993)[4]